# Dora l'exploradora
Dora l'exploradora és una sèrie animada de televisió per a nens més grans de cinc anys, creada per Chris Gifford, Valerie Walsh i Eric Weiner.
La sèrie, en un inici amb so en anglès (Dora The Explorer), es va estrenar dins el bloc Nick Jr. del canal Nickelodeon l'any 2000. La versió espanyola es va emetre per primer cop dins el bloc Nick en castellà de la cadena Telemundo. Després del setembre del 2008 l'emet Televisió Espanyola, a La 1 i a Clan. Es va estrenar a Catalunya el 24 de desembre de 2016 al Canal Super 3.

## Història
La protagonista de la sèrie de televisió és una nena llatina de quatre o cinc anys anomenada Dora Màrquez, amb el seu amic Botes, un mico també amb quatre o cinc anys que sempre porta les seves estimades botes vermelles. A cada episodi emprenen un viatge en el qual es proposa buscar alguna cosa que ha perdut o ajudar el seu amic a complir alguna missió.
El format del programa recorda en part a un joc interactiu. A cada episodi la Dora demana als espectadors, els seus amics, que l'ajudin a trobar noves maneres d'arribar als llocs amb l'ajuda del Mapa, que de fet és un altre personatge.
Un altre objectiu important del programa és l'ensenyament divertit i entretingut d'elements en anglès als nens de parla hispana. A la sèrie original, la Dora ensenya elements del castellà i de la cultura llatinoamericana als seus espectadors. Els diu que l'ajudin a buscar el camí determinat pel mapa i a passar-ne les dificultats.

## Episodis

### Temporades
| Temporada | Temporada | Episodis | Estats Units            | Estats Units           | Catalunya               | Catalunya             |
| Temporada | Temporada | Episodis | Estrena                 | Final                  | Estrena                 | Final                 |
| --------- | --------- | -------- | ----------------------- | ---------------------- | ----------------------- | --------------------- |
|           | 1         | 26       | 14 d'agost del 2000     | 15 d'octubre del 2001  | 24 de desembre del 2016 | 24 de gener del 2017  |
|           | 2         | 26       | 11 de març del 2002     | 14 de juliol del 2003  | 31 de gener del 2017    | 10 de juliol del 2017 |
|           | 3         | 24       | 26 d'agost del 2003     | 22 d'abril del 2004    | 26 de març del 2018     | 21 d'abril del 2018   |
|           | 4         | 25       | 24 de setembre del 2004 | 5 de novembre del 2007 |                         |                       |
|           | 5         | 19       | 7 de setembre del 2008  | 1 d'octubre del 2010   |                         |                       |
|           | 6         | 19       | 5 de novembre del 2010  | 3 de febrer del 2012   |                         |                       |
|           | 7         | 18       | 16 de març del 2012     | 16 de gener del 2013   |                         |                       |
|           | 8         | 21       | 18 de març del 2013     | 24 d'abril del 2015    |                         |                       |

## Protagonistes

### Dora Màrquez
És el personatge principal, té una visió positiva de tots els personatges, excepte el rancor contra l'entremaliada guineu la Pispa. La nena intenta introduir als espectadors de curta edat, els principis i costums bàsics amb la família, tot i passar poc temps amb ells, i mostra obertament com els estima. Es va fer amiga d'en Botes quan va rescatar les seves estimades botes vermelles, que havia pispat en Pispa.
Li encanta l'esport, sobretot el futbol i destaca a la música, especialment tocant la flauta de fusta.
El personatge va estar basat en la neboda d'un dels creadors de l'animació.

### Botes, el mico
És el millor amic de la Dora. És amable, entusiasta, atlètic i energètic, li agrada anar fent salts i tombarelles pel camí al seu destí. Habitualment només porta posades les seves botes vermelles, d'aquí el seu nom. És de color blau clar, amb el ventre groc.
És present a la gran majoria de les aventures de la Dora, i l'ajuda a resoldre les pistes i trencaclosques que se li presenten. Moltes vegades la Dora actua com la seva veu de la raó.
Li encanta el beisbol, és a l'equip de la Dora. Li agrada muntar a sobre en Red, el camió de bombers.
El seu vocabulari és limitat, però cada cop va enriquint-se més.

## Tots els personatges
| - Dora. - Botes. - Mapa. - Motxilla. - El Vell Trol de sota el pont. - Diego. - Isa la iguana. - Diego. - El trio Festa. - Tico l'esquirol. - Benny el Brau. - Pispa la guineu (Swipper) | - Les estrelles. - Mare. - Pare. - Àvia. - Daisy. - Alícia. - Els professors de música. - Mister Tucà. - El gran Pollastre Vermell. - La sirena Mariana. - El Follet Ballarí. |

## Adaptació en imatge real
El 23 d'octubre de 2017 va ser anunciat que una pel·lícula en imatge real titulada Dora and the Lost City of Gold estava en desenvolupament de la mà de Paramount Players i que s'esperava l'estrena per a l'agost de 2019. Seria filmada a Gold Coast, Queensland (Austràlia) als Village Roadshow Studios i dirigida per James Bobin; comptaria amb un guió escrit per Nick Stoller i amb Kristin Burr produint-la. A diferència de la sèrie de televisió, el film representaria el personatge com a adolescent. El cosí de Dora, Diego, també va ser confirmat que apareixeria en el llargmetratge. El 2 de maig de 2018 Isabela Moner va ser triada per a interpretar el personatge protagonista. La pel·lícula es va estrenar als Estats Units i al Canadà el 9 d'agost de 2019.